# Sándor Harangozó
Sándor Harangozó (5. února 1913 Budapešť – 28. června 1981 Segedín), uváděný také jako Sándor Koretz, byl maďarský fotbalový útočník, reprezentant Maďarska a rozhodčí.

## Hráčská kariéra
V letech 1933–1934 nastupoval za LAFC Lučenec. V československé lize hrál za Teplitzer FK a AFK Bohemians, v Československu vstřelil osm prvoligových branek. V maďarské lize hrál za Szeged FC/Szegedi AK a Weisz Manfréd FC Csepel, ve 189 zápasech dal 44 branky.

### Reprezentace
Jednou reprezentoval Maďarsko, aniž by skóroval. Toto utkání se hrálo 19. května 1940 v Budapešti a domácí v něm zvítězili nad Rumunskem 2:0 (poločas 0:0).

### Prvoligová bilance
| Ročník          | Zápasy | Góly | Minuty | Klub                    |
| --------------- | ------ | ---- | ------ | ----------------------- |
| I. liga 1934/35 | –      | 2    | –      | Teplitzer FK            |
| I. liga 1934/35 | 9      | 6    | 810    | AFK Bohemians           |
| I. liga 1936/37 | 9      | 0    | 810    | Szeged FC               |
| I. liga 1937/38 | 22     | 14   | 1 980  | Szeged FC               |
| I. liga 1938/39 | 26     | 9    | 2 340  | Szeged FC               |
| I. liga 1939/40 | 14     | 3    | –      | Szeged FC               |
| I. liga 1940/41 | 14     | 5    | 1 260  | Weisz Manfréd FC Csepel |
| I. liga 1941/42 | 30     | 4    | –      | Szegedi AK              |
| I. liga 1942/43 | 25     | 1    | 2 250  | Szegedi AK              |
| I. liga 1944    | 3      | 0    | 270    | Szegedi AK              |
| I. liga 1945/46 | 15     | 3    | –      | Szegedi AK              |
| I. liga 1946/47 | 28     | 5    | 2 520  | Szegedi AK              |
| I. liga 1947/48 | 3      | 0    | 270    | Szegedi AK              |
| CELKEM I. LIGA  | –      | 8    | –      |                         |
| CELKEM I. LIGA  | 189    | 44   | –      |                         |

## Kariéra rozhodčího
Po skončení hráčské kariéry se stal rozhodčím. V letech 1947–1959 byl mezinárodním rozhodčím. Soudcoval 9 mezistátních utkání (30.10.1949–21.06.1959). První zápas v maďarské lize odpískal ještě jako hráč (06.03.1941). Skončil nuceně v roce 1962, kdy vešlo v platnost nařízení Maďarského fotbalového svazu, které stanovilo horní věkovou hranici pro prvoligové rozhodčí na 45 let. Poslední prvoligový zápas řídil 21. března 1962.